# 초회 통과 효과

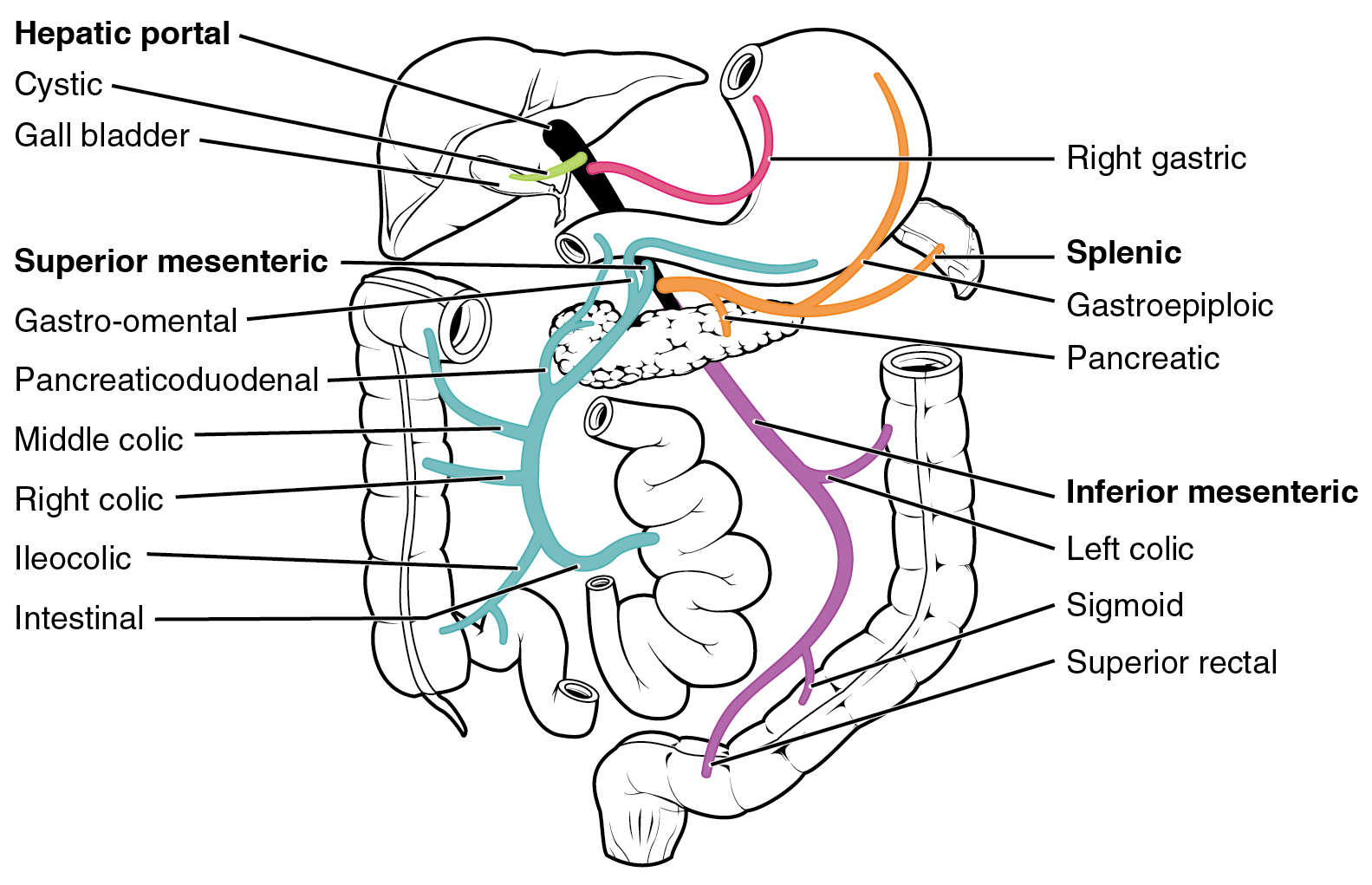
간문맥계를 보여주는 그림.

초회 통과 효과(first pass effect, first pass metabolism, presystemic metabolism)는 약물 대사 현상으로, 특히 경구 투여 시 약물이 온몸 순환에 도달하기 전에 약물의 농도가 크게 감소한다. 일반적으로 간과 장벽(intestinal wall)의 흡수 과정에서 약물이 대사되어 손실된다. 초회 통과 효과의 영향을 크게 받는 주목할 만한 약물은 이미프라민, 모르핀, 프로프라놀롤, 부프레노르핀, 디아제팜, 미다졸람, 페티딘, 테트라하이드로칸나비놀(THC), 에탄올(음주 시 흡수), 시메티딘, 리도카인, 클로르프로마진 등이 있다. 이런 약물들 중 다수는 대사되면서 투여 용량에 비해 크게 효능이 감소한다. 대조적으로 일부 약물은 초회 통과 효과로 인해 효능이 오히려 향상된다. 예를 들어, 대마초에서 가장 널리 연구된 활성 성분인 THC는 몸에서 대사되면서 상당량이 11-하이드록시-THC로 전환되어 원래의 THC보다 더 큰 효능을 나타낸다.
초회 통과 효과를 일으키는 대사 과정은 간(프로프라놀롤, 리도카인, 클로메티아졸, NTG 등)이나 장(벤질페니실린, 인슐린 등)에서 발생할 수 있다.
약물은 입읕 통해 삼킨 후에는 소화계통을 통해 흡수되어 간문맥계로 들어간다. 간문맥계로 들어간 약물은 신체의 나머지 부분에 도달하기 전에 간문맥을 통해 간으로 운반된다. 간은 많은 약물을 대사하며 때로는 소량의 유효성분만 간에서 순환계통의 나머지 부분으로 배출된다. 따라서 간을 통한 이 초회 통과 효과는 약물의 생체이용률을 크게 감소시킬 수 있다. 간에서 대사가 끝나고 빠져나온 약물은 간정맥, 아래대정맥을 차례로 거쳐 심장으로 가고, 심장은 약물 성분을 온몸으로 순환시킨다.
초회 통과 대사가 합병증이고 단점인 약물의 예로는 항바이러스제인 렘데시비르가 있다. 렘데시비르는 경구 투여 시 간에 거의 전체 용량이 갇히면서 온몸 순환에 거의 도달하지 않고, 따라서 SARS-CoV-2의 영향을 받고 있는 기관과 세포에 대부분이 도달하지 못한다. 이러한 이유로 렘데시비르는 간문맥을 우회하기 위하여 정맥 주사로 투여된다. 그러나 정맥혈의 일부가 간문맥과 간세포를 통해 이동하기 때문에, 2차 통과 대사가 발생해서 약은 여전히 간에서 상당량 대사된다.
약물의 초회 통과 효과에 영향을 미치는 네 가지 기본 시스템은 위장관 내강 효소, 장벽 효소, 세균 효소, 간 효소이다.
약물 디자인에서 약물 후보 물질은 약물유사성이 우수하여도 생화학적으로 선택적이기 때문에 초회 통과 대사에 실패할 수 있다.
주입, 좌약, 정맥 주사, 근육 주사, 정량흡입기를 통한 에어로졸 흡입, 경피 투여나 설하 투여와 같은 대체 투여 경로는 약물이 간문맥을 거치지 않고 온몸 순환계로 직접 흡수될 수 있도록 하기 때문에 초회 통과 효과를 회피할 수 있다.
초회 통과 효과의 영향을 크게 받는 약물은 일반적으로 설하 투여나 비경구 투여 시의 용량보다 경구 투여 시의 용량이 상당히 높다. 경구 투여량에는 여러 가지 다른 요인 중에서 종종 초회 통과 대사 정도의 차이로 인해 개인차가 생긴다. 초회 통과 효과의 영향을 받는 많은 약물의 경구 생체이용률은 간 기능이 손상된 환자에서 증가하는 것으로 보인다. 같은 초회 통과 대사 효소에 대해 경쟁하는 서로 다른 약물(예: 프로프라놀롤, 클로르프로마진)을 동시에 투여하면 생체이용률도 증가한다.

## 같이 보기
- ADME는 약동학과 약리학에서 사용되는 약어로서 흡수(absorption), 분포(distribution), 대사(metabolism), 배설(excretion)을 의미한다.
- 생물약제학적 분류체계
- 의약품